# Любіна Голанець-Раупова
Любіна Голанець-Раупова (в. -луж. Lubina Holanec-Rawpowa, нар. 23 травня 1927, село Клайнбаутцен, Лужиця, Німеччина — 2 травня 1964, Дрезден, Німецька Демократична Республіка) — серболужицька органістка.

## Біографія
Народилася 23 травня 1927 року в родині сільського вчителя Арношта Ґолана в серболужицькому селі Будішінк. З 1938 року до 1946 року навчалася в реальній гімназії в Будішин. За рекомендацією церковного музиканта Хорста Шнайдера вступила на навчання до Вищої музичної школи в Лейпцигу. З 1948 року продовжила своє навчання у Празькій консерваторії в класі Їржі Райнбергера, який в 1949 році прийняв її в органну студію при Академії музичного мистецтва. З 1954 року по 1956 рік була аспіранткою в класі органіста Гюнтера Раміна в Лейпцигу, потім — в класі клавесина Роберта Келера і в класі фортепіано Амадеуса Веберсінке. У 1956 році повернулася в Будішин.
Любіна Голанець-Раупова брала участь у численних музичних і концертних заходах. У 1962 році здійснила турне по Радянському Союзу. Грала в Москві, Ленінграді, Ризі та Талліні.
Дружина серболужицького музиканта Яна Раупа.

## Нагороди
- У 1951 році отримала премію чеської Академії музичних мистецтв.
- У 1955 році отримала срібну медаль Міжнародного фестивалю в Женеві.
- У 1958 році стала лауреатом Міжнародного органного фестивалю в Празі.